# Bürglen (Turgòvia)
Bürglen és un municipi del cantó de Turgòvia (Suïssa), situat al districte de Weinfelden.